# Ерно Кешкень
Д-р Ерно Кешкень (також Ерне Кешкень, угор. Keskeny Ernő; 15 травня 1958, Кемече, Угорщина) — угорський дипломат. Посол Угорщини в Україні. Доктор філософії (PhD) (2010).

## Біографія
Народився 15 травня 1962 року в місті Кемече (Угорщина). У 1984 році закінчив Педагогічний інститут ім. Дьордя Бешшенєі, історичний факультет — російської мови та літератури. У 1989 році Університет ім. Лоранда Етвеша, гуманітарний факультет, політологія.
Доктор філософії (PhD) (2010). Володіє угорською, російською, англійською мовами.
У 1991—1992 — референт зі справ Радянського Союзу, пізніше України та Росії, МЗС Угорщини.
У 1992—1993 — Заступник голови Департаменту країн СНД, МЗС Угорщини.
У 1993—1995 — Голова Департаменту країн СНД, МЗС Угорщини
У 1995—1998 — Генеральний консул Угорщини в Санкт-Петербурзі.
У 1998—2002 — Надзвичайний і Повноважний Посол Угорщини в Росії.
У 2005—2010 — Заступник Голови Дунайської комісії
У 2003—2010 — Постійний представник Угорщини в Дунайській комісії
У 2010—2014 — уповноважений міністра, Голова Департаменту країн Східної Європи та Центральної Азії, МЗС Угорщини.
З жовтня 2014 по жовтень 2018 рр. — Надзвичайний і Повноважний Посол Угорщини в Україні
1 грудня 2014 року вручив вірчі грамоти Президенту України Петру Порошенку.

## Автор праць
- Громадянське суспільство в СРСР. Hatodik Síp, 1992. Угорсько-російські відносини 1998–2002. Századvég Kiadó,2012